# Seznam vojaških kratic na Č
To je seznam vojaških kratic, ki se začenjo s črko Č.

## Seznam
- č. - četa
- ČOP je slovenska vojaška kratica, ki označuje Četa za ognjeno podporo.